# Институт сертифицированных судовых брокеров
Институт сертифицированных судовых брокеров  
((ICS), англ. The Institute of Chartered Shipbrokers) — профессиональная организация, объединяющая специалистов в области управления морским транспортом.

## История
История Института сертифицированных судовых брокеров началась в 1911 году, когда судовой брокер Дэвид Пинкней, член Балтийской биржи, обеспокоенный низкими профессиональными стандартами лондонских судовых брокеров, предложил своим коллегам основать Институт судовых брокеров. Судовые брокеры и агенты из Лондона и всех портов Соединённого Королевства были приглашены стать его членами.
Основными задачами созданного Института были определены:
- защита и продвижение интересов и общего благосостояния судовых брокеров путём координации действий;
- обсуждение, рассмотрение и предоставление отчётов по вопросам, представляющим интерес для судовых брокеров и обмен информацией с Промышленными Палатами и другими государственными и общественными органами;
- содействие или противодействие законодательным и другим мерам, влияющим на коммерческую деятельность судовых брокеров, а также обсуждение, создание и поддержка улучшений в области морского и коммерческого права;
- обсуждение всех вопросов, влияющих на интересы лиц, вовлечённых в коммерческую деятельность судовых брокеров;
- обеспечение более точного определения и защита профессии и коммерческой деятельности судовых брокеров при помощи системы экзаменов и выдачи сертификатов.

Именно установление экзаменационных стандартов убедило Тайный Совет Великобритании в том, что Институт является серьезным профессиональным органом и заслуживает Королевской хартии. 21 января 1920 года было объявлено, что "особой милостью и известной осведомлённостью Его Величества Короля Георга V", была предоставлена Королевская Хартия и Институт судовых брокеров стал Институтом сертифицированных судовых брокеров.
В дополнение к условиям, применяемым к стандартам образования, Королевская Хартия устанавливала систему дисциплинарной ответственности, в соответствии с которой любой член Института, действующий дискредитирующим образом, мог быть подвергнут порицанию, отстранён или даже исключён. Данная система действует по сей день.
Хартия 1920 года устанавливала, что членами Института могут быть только лица, рождённые в Британии. Это правило было изменено в 1947 году для всех британских подданных. В результате увеличилось количество членов Института и были открыты новые отделения в Британских территориях за пределами Соединённого Королевства и в странах Содружества.
Стремительное развитие торговли и изменения в конструкции и размерах судов по окончании Второй Мировой Войны, вызвало увеличение их специализации и рост линейного судоходства. В ответ на эти тенденции, Институт изменил программу обучения на модульную, разделив коммерческую деятельность судовых брокеров на шесть "дисциплин": фрахтование сухогрузного флота, судовые операции и управление флотом, фрахтование танкерного флота, купля-продажа судов, линейное судоходство и портовое агентирование.
Растущая потребность в членстве со стороны стран не входящих в Содружество, привела к тому, что Тайный Совет в 1984 году предоставил Дополнительную Хартию, разрешающую членство в Институте не только гражданам любой страны в мире, но и широкого спектра морских управленческих специальностей: фрахтовые брокеры, коммерческие менеджеры, судовые агенты, крюинговые менеджеры, экспедиторы, коммерческие и оперативные менеджеры портов, морские юристы, финансовые менеджеры, морские страховщики, плавсостав.
Этой же Хартией была введена возможность корпоративного членства в Институте, что увеличило его влияние.
Институт представлен в различных государственных консультативных органах, включая Управление Её Величества по налоговым и таможенным сборам. Члены Института отвечают за взимание маячного сбора от имени Trinity House.

## Обучение, Экзамены и Квалификация
Предусмотрены для изучения 16 дисциплин, разделённых на три группы:
Первая группа: «Введение в судоходство», «Правовые основы судоходства», «Экономика морского транспорта и международных перевозок», «Судоходный бизнес». Предметы данной группы являются обязательными к изучению при выборе направления PQE.
Вторая группа: «Фрахтование сухогрузного флота», «Оперирование и менеджмент судов», «Купля-продажа судов», «Фрахтование танкерного флота», «Линейные перевозки», «Портовое агентирование», «Логистика и Мультимодальные перевозки», «Управление портами и терминалами», «Поддержка оффшорной индустрии».
Третья группа: «Морское право», «Морское страхование», «Судовые финансы».
Обучение в Институте возможно по следующим квалификационным направлениям:
- Foundation Diploma — диплом начального уровня. Программа предназначена для тех, кто не знаком с морской индустрией. Обучение по данному квалификационному направлению предусматривает изучение 2 дисциплин, одна из которых — «Введение в судоходство», обязательная, другая — на выбор студента из второй группы.
- Advanced Diploma — передовой диплом. Программа предназначена для тех, кто имеет некоторые знания и опыт работы в морской индустрии. Обучение предусматривает изучение 2 дисциплин, одна из которых — «Судоходный бизнес», обязательная, другая — на выбор студента из второй группы.
- Professional Qualifying Examinations (PQE) — сертификат о членстве в Институте. Это основное квалификационное направление обучения в Институте и единственное, которое даёт право быть избранным членом Института. Данное направление предусматривает изучение 7 дисциплин в течение 5 лет. 4 дисциплины первой группы являются обязательными (одна из них — «Судоходный бизнес», обязательна в первый год обучения), 3 — на выбор студента из второй и/или третьей группы.

Экзамены проводятся один раз в год, как правило в апреле. Экзамен включает в себя 8 вопросов, из которых, однако, нужно ответить только на 5. По окончании экзамена листы с ответами собираются, запечатываются и отправляются в главный офис в Лондон для проверки и оценки.
Институт патронирует Морскую Академию Ллойда, программы которой предварительно одобрены Институтом.
Дистанционное обучение позволяет Институту приблизить себя к широкой многонациональной аудитории, а студентам упрощает занятие в нём, избавляя от необходимости нести затраты на оформление виз, проезд и проживание в других странах.

## Членство в Институте
Существуют два основных вида членства в Институте:
- Простое членство, доступное после получения сертификата о членстве в Институте;
- Действительное членство, доступное для руководителей высшего звена, имеющим стаж работы в сфере коммерческого судоходства не менее 6 лет.

Членство дает следующие преимущества:
- Повышение профессионального рейтинга;
- Повышение рейтинга компании;
- Приобретение и расширение бизнес связей;
- Получение журнала «ICS»;
- Получение скидки при приобретении таких ведущих специализированных изданий, как «Lloyd’s List» и «IHS Fairplay»;
- Получение доступа к тренировочным программам «Rhema» и практическим изданиям «Hill Dickinson Shipping Guides», «Riviera Maritime», «Britannia Risk Watch», «Drewry Insight Tankers», «Norton Rose», «Moore Stephens»;
- Возможность стать членом английского «Морского клуба», получив при этом доступ в 60 аналогичных клубов в 28 странах;
- Получение скидки в Международной Ассоциации Пассажиров Авиалиний (IAPA);
- Получение скидки в приватном медицинском страховании BUPA.

## Структура
В состав Института входит 25 отделений и 17 Центров дистанционного обучения в различных странах. Институт объединяет более 4000 членов и 120 компаний по всему миру.
Главный офис расположен в Лондоне.
Президент — Роберт Вудс. Директор — Джули Литгоу.